# 北海道札幌北高等学校
北海道札幌北高等学校（ほっかいどう さっぽろきたこうとうがっこう、Hokkaido Sapporo Kita High School）は、北海道札幌市北区北25条西に所在する公立高等学校。

## 概要
前身は1902年（明治35年）に設立された北海道庁立札幌高等女学校である。1948年に学制改革によって北海道立札幌女子高等学校となったのち、1950年に北海道札幌北高等学校と改称、男女共学となった。
校訓は「寛容」「進取」「良識」。平成14～17年度においては、文部科学省の定めるスーパーサイエンスハイスクールの指定校であった。
スクールカラーは「緑」となっている。かつては生徒への定着度は低かったが、昨今では定着しつつある。
学校祭の行灯行列は有名である。また、学校祭で作成された一部の行灯は、旭川の烈夏七夕まつりへ出品される。
AKB48の渡辺麻友がソロ第3シングル「ヒカルものたち」収録の「サヨナラの橋」のミュージックビデオにて本校の制服を着用。

## 沿革
- 1902年
  - 2月28日 - 文部省告示第31号により設置・開校認可[1]。
  - 3月27日 - 北海道庁告示第125号により、札幌区へ設置許可[2]。
  - 4月1日 - 北海道庁立札幌高等女学校が開校。（北海道初となる女学校）[2]
  - 5月17日 - 文部省告示第96号により札幌区北2条西11丁目に位置選定認可[3]
  - 5月20日 - 札幌区北3条西7丁目(現在:北水協会)にて入学式。
  - 10月27日 - 札幌区北2条西11丁目(旧大通小学校、現在:札幌市立大通高等学校・札幌市立中央幼稚園)へ新築移転。
- 1904年
  - 4月1日 - 補習科[注釈 1]設置[2]。
- 1910年
  - 4月1日 - 専攻科設置[2]。
- 1939年
  - 3月30日 - 補習科廃止に伴う募集停止[2]。
- 1945年
  - 3月6日 - 補習科閉科[2]。
- 1947年
  - 4月1日 - 学制改革により北海道庁立札幌高等女学校併置中学校を設置。旧制時の3年生以下を編入。[2]
- 1948年
  - 4月1日 - 専攻科廃止。学制改革により高等教育課程の北海道立札幌女子高等学校となる。[2]
- 1949年
  - 3月16日 - 旧制の札幌高等女学校本科の5ヶ年課程の最後の卒業生を送り出す[2]。
- 1950年
  - 3月16日 - 北海道立札幌女子高等学校として最後の卒業生を送り出す[2]。
  - 4月1日 - 北海道教育委員会告知第1号による高等学校再編により北海道札幌北高等学校と改称し、男女共学となる[2]。
- 1953年
  - 5月1日 - 定時制課程設置[4]。
- 1954年
  - 7月17日 - 札幌市北区北25-26条西10-11丁目(現在地)へ新築移転。
- 1970年
  - 3月11日 - 火災により木造二階建て校舎（職員室、普通教室17室、生徒玄関）焼失[5]。
  - 5月25日 - 火災により校舎一部(普通教室1室)焼失。
  - 5月28日 - 火災により校舎一部(普通教室14室、特別教室5室、準備室4室)焼失。
  - 7月21日 - 仮設校舎竣工(普通教室14室、生徒玄関など)。
  - 8月18日 - 仮設校舎竣工(特別教室3室、準備室1室)。
- 1971年
  - 8月3日 - 仮設校舎竣工(普通教室16室、事務室、他18室)。旧校舎解体(木造)。
- 1972年
  - 11月30日 - 旧校舎(鉄筋コンクリート)一部竣工。2・3年生移転。
- 1973年
  - 12月19日 - 旧校舎(鉄筋コンクリート)落成
- 2002年
  - 4月10日 - スーパーサイエンスハイスクール指定（平成14年度から16年度まで）
- 2003年
  - 4月 - 校地内埋蔵文化財発掘調査開始
- 2005年
  - 4月1日 - スーパーサイエンスハイスクール指定延長（平成17年度）

「プロフェッサー・ビジット（PROFESSOR VISIT）」
「2018年度プロフェッサー・ビジット」が2018年10月3日に開催された。国立大学13校の教員が全国各地の高校を訪れ、最先端の研究成果や、大学での学びの楽しさを伝える企画で、一橋大学大学院経済学研究科の岡田羊祐教授による、タイトル「市場経済における競争と規制」についての出張講義を行った。

## 遺跡
- K518遺跡

## 著名な出身者

### 政治、行政、司法
- 石崎岳（衆議院議員、ニュースキャスター）：1974年卒
- 大泉潤（公選第10代函館市長）
- 長内順一（衆議院議員、ニトリ特別顧問）
- 小笠原貞子（参議院議員）：1937年卒（庁立札幌高等女学校）
- 柄沢とし子（衆議院議員）
- 大越農子（北海道議会議員、漫画家、イラストレーター）：1988年卒
- 岩﨑泰彦（国土交通省国土技術政策総合研究所長、国土交通省九州地方整備局長）
- 岡部和憲（国土交通省北海道局長、国土交通省大臣官房審議官）
- 須藤治（中小企業庁長官）[7]
- 前佛和秀（環境省環境再生・資源循環局長）[8]
- 竹内純一（札幌高等裁判所部総括判事、旭川地方裁判所長）：1973年卒
- 豊嶋基暢（総務省情報流通行政局長）[9]
- 別所智博（農林水産省大臣官房技術総括審議官、農林水産政策研究所長）：中退
- 宮本直樹（厚生労働省医薬局長）
- 米村猛（人事院事務総局人材局長、国家公務員倫理審査会事務局長、人事院事務総局総括審議官、人事院公務員研修所長）[10]

### 経済
- 赤坂祐二（日本航空社長）
- 石井純二（北洋銀行元頭取、北海道貿易物産振興会会長）
- 大星公二（NTTドコモ会長）: 1951年卒
- 鈴木輝志（札幌テレビ放送社長）: 1960年卒
- 川田篤（オロ創業者・社長）: 1992年卒
- 加森公人（加森観光元社長）
- 笹原晶博（北海道銀行頭取、ほくほくフィナンシャルグループ副社長、北海道経済連合会副会長）
- 松田昌士（元JR東日本社長）: 1954年卒
- 中川隆（元SBIインベストメント社長、SBIホールディングス副社長）：1982年卒
- 丹羽祐而（丹羽企画研究所社長、元クリエイティヴ・コア社長、元札幌市教育委員会教育委員長）
- 安田光春（北洋銀行頭取）

### 学問
- 中野美代子（中国文学者、北海道大学名誉教授）:1951年札幌西高卒
- 浅見公子（法学者、成城大学名誉教授）:1951年札幌東高卒
- 牛丸元（経営学者、明治大学副学長・教授）
- 梅原徳次（機械工学者、名古屋大学教授、元日本トライボロジー学会副会長）
- 木村直司（独文学者、上智大学名誉教授）
- 大谷良雄（法学者、一橋大学名誉教授）
- 大塚龍児（法学者、北海道大学名誉教授、北海学園大学教授）
- 小川英治（経済学者、一橋大学名誉教授・元副学長、元日本金融学会会長）
- 目黒良門（経営学者、専修大学教授）
- 掛下知行（工学者、大阪大学名誉教授、福井工業大学学長、元日本金属学会会長、元八大学工学系連合会会長）
- 加藤信行（法学者、北海学園大学教授）
- 木下和朗（法学者、岡山大学教授）
- 近藤良一（哲学者、駒澤大学名誉教授、元苫小牧駒澤大学学長）
- 谷口綾子（工学者、筑波大学教授）
- 丹治愛（英文学者、東京大学名誉教授）
- 近久武美（機械工学者、北海道大学名誉教授、元北海道職業能力開発大学校長、元日本伝熱学会会長）
- 常本照樹（法学者、北海道大学名誉教授、アイヌ文化振興・研究推進機構理事長）
- 豊国孝（英文学者、小樽商科大学名誉教授）
- 成田憲彦（政治学者、駿河台大学名誉教授）
- 町村敬志（社会学者、一橋大学名誉教授、元日本社会学会会長）
- 松井剛（経営学者、一橋大学教授）
- 西美緒（材料科学者、ソニーCTO）

### 文学
- 素木しづ（作家）：1912年卒（庁立札幌高等女学校）
- 藤堂志津子（直木賞作家）
- 中村佐喜子（作家・翻訳家）
- 森田たま（随筆家）
- 中村和恵（詩人・比較文学者）
- 五十嵐秀彦（俳人）

### 美術
- 小川マリ（画家）
- 片岡球子（画家）: 1923年卒（庁立札幌高等女学校）
- 佐々木康人（華道家）
- 福井爽人（画家）

### 音楽・芸能
- 村井満寿（声楽家）: 1916年卒（庁立札幌高等女学校）
- 佐々木一樹（ヴァイオリニスト）: 1962年卒
- 柳田孝義（作曲家）: 1966年卒
- 坂田おさむ（歌手）: 1971年卒
- 松崎真人（シンガーソングライター）: 1983年卒
- まきりか（作曲家、ミュージカル作家）: 1987年卒
- 今沢カゲロウ（ベーシスト、作曲家、昆虫画家、昆虫食開発者、四国大学特認教授）: 1988年卒
- 松本望(作曲家、ピアニスト)
- 三宅唱（映画監督）
- 兼近大樹（EXIT）: 定時制中退

### マスコミ
- 高橋練（NHKプロデューサー）
- 佐藤のりゆき（フリーアナウンサー）
- 牧原俊幸（フジテレビアナウンサー）：1977年卒
- 神原智己（フリーアナウンサー）
- 薮淳一（元HBCアナウンサー）
- 小野優子（元HTB アナウンサー）：1991年卒
- 武田明子（元HBCアナウンサー）：1991年卒
- 舟津宜史（元日本テレビアナウンサー）：1991年卒
- 塩地美澄（元AABアナウンサー）：2001年卒
- 巻山晃（元STVアナウンサー）
- 河原多恵子（元HBCアナウンサー）
- 斎藤綾乃（フリーアナウンサー）：1991年卒
- 宮永明子（フリーアナウンサー）：1992年卒
- 八田知大（日本放送協会アナウンサー）
- 横舘英雄（元テレビ朝日アナウンサー）
- 島ひとみ（フリーアナウンサー）
- 近藤肇（HBCアナウンサー）:1983年卒
- 堀若菜（フリーアナウンサー）

### スポーツ
- 中井祐樹（修斗チャンピオン）：1989年卒
- 田代岩弘道（元大相撲十両）：3年で中退

### その他
- 遠藤誠一（オウム真理教幹部）
- 福永操（社会運動家）
- 南部明子（教育家）
- 松本春子（書家）：1917年卒（庁立札幌高等女学校）